# 伍德威 (华盛顿州)
伍德威（英文：Woodway），是美国华盛顿州斯诺霍米什县下属的一座城市。根据 2000年美国人口普查，该市有人口936人。根据2010年美国人口普查，该市有人口1,307人。而2011年估计该市有1,324人。